# Leonard Hofstadter
Leonard Leakey Hofstadter és un personatge fictici de la coneguda sèrie The Big Bang Theory. És un físic experimental a l'Institut de Tecnologia de Califòrnia i comparteix un apartament amb Sheldon Cooper. Originari de Nova Jersey, Leonard va assistir a la Universitat de Princeton i tenia vint anys quan va rebre el seu doctorat amb una tesi de la concessió de l'any per a la física experimental de partícules. Havent viscut amb Sheldon durant deu anys a partir de l'estació 6, són bons amics. No obstant això, Leonard sovint es molesta per les excentricitats de Sheldon i amb freqüència se sent obligat a explicar el seu comportament i fer d'intermediari entre Sheldon i els altres personatges en moltes situacions. Mentre que Sheldon, juntament amb els seus amics frikis i col·legues científics, no se senten socialment ineptes, a Leonard li agradaria ser més acceptat fora del seu cercle social. De fet, Leonard està més disposat que el seu company a provar coses diferents. La seva relació amb la seva veïna Penny, constantment passant de ser parella a no ser-ho, ha estat un element clau en els guions i ha ajudat a avançar la sèrie.

## Joventut
Leonard va néixer de maig de 1980 a Nova Jersey. (El mateix mes que la Muntanya St. Helen va esclatar i "L'Imperi Contraataca" va sortir.) No se sap molt sobre la seva vida primerenca. Té dos  germans: un germà menor anomenat Mike i una germana gran de la qual no sabem el nom de ("El Matern capacitància ", S2E15). Als vuit anys la seva mare ho feia vergonya davant de l'escola fent-li retornar la seva ciència cinta just a la cerimònia. Ell va dir que era la seva primera fira de la ciència i que ell va haver de donar la volta perquè la cinta que havia fet "Fes Faves reaccionar millor a  la música clàssica ?". El seu  germà  havia fet anteriorment "¿Els Fesols Lima empitjorar al Rock N 'Roll ? " (" El Pantalons Alternativa ", S3E18). El seu  pare  era un antropòleg que va passar més temps amb un noi etrusca 2 anys, que amb Leonard, qui després va dir "No m'agrada aquest noi" quan va recordar aquest fet en El Fish Guts Desplaçament , S6E10). Ell no celebrar el seu aniversari o el Nadal com un nen (La reacció de cacauet , S1E16) a causa del desig del seu pare per estudiar les vacances per les seves " antropològiques  i  sociològiques  implicacions en la societat. (El materna Congruència, S3E11). La família va escriure treballs de recerca per  al Nadal i que van ser retornats classifica amb la seva mitjana. ("The Santa Simulation", S6E11) Com Leonard era un nerd, va ser intimidat mal com un jove i ell va deixar de créixer en el vuitè grau. Una  Pasqua  seva mare el va enviar en un ou de Pasqua  caça sense apagar els ous per veure quant temps anava a buscar per a ells (Va caldre esperar fins al juny per determinar l'esquema de sortida). Abans que ell va ser a Princeton, els seus pares ho van posar en classes avançades, i el van enviar a aprendre violoncel, "fer que em van colpejar bastant", com ell va descriure a si mateix ("La reacció de maní", S1E16). Johnny fa tocar el violoncel.

## Carrera
Dr. Hofstadter és un físic experimental a l'Institut de Tecnologia de Califòrnia i ha estat publicat en diverses revistes. Els seus honors inclouen la Medalla de Newcomb. Quan va començar a la  universitat fa set anys a partir de la tercera temporada, es va dur a terme la investigació classificada del govern sobre el combustible del coet militar capaç de generar més de 8.000 kN d'empenta quan es barreja en Tovex amb la finalitat de crear un gel de combustible. La seva obra sovint inclou l'ús de làsers d'alta potència, i els seus temes d'investigació han variat de  condensats de Bose-Einstein i proves fonamentals de la mecànica quàntica a la radiació còsmica i la matèria fosca. Segons Sheldon, la major part de la seva obra és extremadament derivada.
Amb Sheldon, ell coautor d'un article titulat " Per paradoxal Moment d'inèrcia Canvis causa de putatius Grans Sòlids ", que es presentarà en un Institut de Física Experimental de conferències d'actualitat en els condensats de Bose-Einstein. Les conclusions contingudes en ell mostren que a temperatures properes al zero absolut, el sòlid es converteix en un super-sòlid, un estat prèviament desconegut de la matèria, i el moment d'inèrcia canvis.
Per estudiar el component tou de la radiació còsmica a nivell del mar, Leonard va dissenyar un experiment servir un  làser d'heli-neó . Quan la  universitat  va rebre un nou làser d'electrons lliures, cal accés per tal de realitzar el seu experiment de difracció de raigs X. Posteriorment, va adquirir una gran subvenció del govern per veure si els làsers d'alta potència es poden utilitzar per noquejar als míssils balístics entrants, encara que ell considera el concepte improbable. Després d'avançar en la seva investigació en curs sobre els làsers d'alta energia, va treballar en una pantalla hologràfica-frontal projectada combinat amb seguiment dit basat en làser.
Les seves investigacions sobre la matèria fosca van ser inutilitzats pel Dr. David Underhill observació 's de positrons d'alta energia, la primera prova concloent de l'existència de la matèria fosca galàctica. No obstant això, en conjunt, es van examinar els nivells de radiació de tubs fotomultiplicadors per a un nou detector de matèria fosca. Més tard va intentar replicar el senyal de la matèria fosca que es troba en cristalls de iodur de sodi pels italians. Així mateix, ha crescut vidres isotòpicament purs per a la detecció de neutrins i construït, amb l'ajuda de Howard Wolowitz , 1 comptador proporcional de múltiples fils per detectar partícules còsmiques.
Leonard ha dut a terme una sèrie de  anti-protons decaïment  experiments amb resultats negatius. El seu últim experiment va consistir en vint mil execucions de dades i no hi ha resultats estadísticament significatius. Quan la teoria s'escriu a la revista "Scientific American", que no esmenten Leonard.
Proves del Dr. Hofstadter del  efecte d'interferència quàntica Aharonov-Bohm  van arribar a un punt interessant en examinar el canvi de fase a causa d'un potencial elèctric, en el que va crear les tensions utilitzant unions túnel. Encara que, donats els paràmetres del seu experiment, el transport d'electrons a través de l'obertura dels anells de metall nano-fabricats va ser qualitativament no és diferent d'un experiment dut a terme ja en el Països Baixos. El seu desfasament observat en els electrons que es difonen a l'interior de l'anell de metall que ja va demostrar de manera concloent l'anàleg elèctric de la {{Efecte Aharonov-Bohm | Aharonov-Bohm efecte d'interferència quàntica}}. D'altra banda, la col·laboració amb el Dr. Arthur Jeffries  en un paper sobre nano tubs de buit era prometedor.
Des que Stephen Hawking sabia investigació del Dr. Hofstadter, Leonard va ser convidat a formar part de l'equip del professor, que va enviar una expedició al  Mar del Nord  per posar a prova  simulacions hidrodinàmiques dels forats negres . Leonard va passar un període de quatre mesos buscant la possibilitat que un podria trobar l'equivalent de  radiació Unruh  en una gran massa d'aigua, com les  similituds de les equacions  de  la relativitat general  i  la hidrodinàmica  suggereixen.
Sobre la base d'una teoria de Leonard, Sheldon va escriure un article que detalla la teoria que l'espaitemps és com un fluid super. El document va ser ben rebut per la comunitat científica que incloïa el professor Stephen Hawking. La teoria es discuteix en l'article publicat a "Scientific American" i "Physics Today", el de l'ex no va esmentar Leonard. També, Leonard i Sheldon van ser convidats a la Universitat de Califòrnia a Berkeley per donar conferències sobre el seu treball, però van ser detinguts després d'un incident a la seu de Ranxo Skywalker de George Lucas.

## Membres De La Família
- Pare:  Dr. Hofstadter
- Mare:  Beverly Hofstadter
- Germà:  Michael Hofstadter
- Germana:  Germana Sense nom
- Oncle:  Floyd Hofstadter
- Tia:  tia Edna
- Àvia:  Àvia Hofstadter